# Крайгер, Алойз
Алойз (Алоиз) Крайгер (словен. Alojz Kraigher; 22 апреля 1877, Постойна, Внутренняя Крайна — 25 февраля 1959, Любляна, СФРЮ) — югославский и словенский врач, прозаик, драматург и поэт, представитель натурализма в литературе.

## Биография
Сын торговца. Изучал медицину в Вене. По образованию врач. С 1903 года работал в медицинских учреждениях Словении. В 1919—1922 годах возглавлял городскую больницу в Любляне. В 1922—1923 — стоматологическую поликлинику в Мюнхене, затем — стоматологию в Горице, а с 1929 года — снова в Любляне.
Участник народно-освободительной войны Югославии. Во время оккупации был в рядах словенского антифашистского движения Освободительный фронт.
В 1943 году при попытке пробраться на освобожденную югославскими партизанами территорию, был схвачен немцами и в 1944 году интернирован в концлагерь Дахау. Был одним из старейших узников, продолжал работать в качестве лагерного врача.
С 1945 года — почётный профессор медицинского факультета Люблянского университета. С момента создания в 1945 до 1949 года руководил Центральной медицинской библиотекой.
Член Ассоциации Словенских писателей.

## Творчество

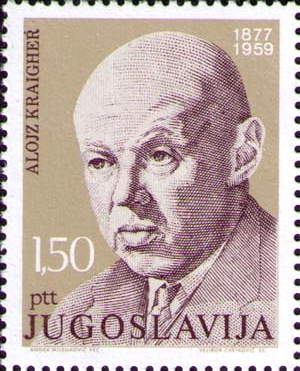
Алойз Крайгер на марке Югославии 1977 г.

Еще до Первой мировой войны разоблачил в реалистических стихах капиталистический порядок. Автор ряда психологических натуралистических произведений с сильными эротическими мотивами.

## Избранная библиография

### Проза
- «Контролер Шкробар» (роман, 1914),
- «Mlada ljubezen» (роман, 1923),
- «Na robu življenja» (1961),

### Драмы
- «Трилогия художника» (пьесы, 1921),
- «Školjka» (пьеса, 1923),
- «Na fronti sestre Žive» (пьеса, 1929).